# La spia che venne dal freddo (film)
La spia che venne dal freddo (The Spy Who Came in from the Cold) è un film del 1965 diretto da Martin Ritt.
Il soggetto è adattato dal libro omonimo di John le Carré, uno dei massimi scrittori di romanzi di genere spionistico.

## Trama
La sezione di Berlino Ovest dello spionaggio britannico, diretta da Alec Leamas, non è stata ben gestita. In seguito alla morte di un suo informatore, avvenuta a un posto di blocco, Alec Leamas viene richiamato a Londra da Control, capo dello spionaggio, e retrocesso da agente sul campo a grigio burocrate della sezione bancaria dell'agenzia. In realtà Control sta organizzando la trasformazione di Alec in un personaggio apparentemente dedito all'alcolismo, depresso, con un misero impiego presso un istituto culturale, sperando che i servizi segreti del blocco comunista prendano contatto con lui e vaglino la sua disponibilità a operare per conto loro. All'istituto culturale dove lavora, Alec fa la conoscenza di Nan, una giovane donna idealista e comunista, segretaria locale del partito.
Messo in prigione a causa di una futile lite, non appena esce dal carcere Alec viene effettivamente avvicinato da un emissario dello spionaggio della Germania Orientale, che lo ha individuato e s'interessa a lui come potenziale disertore. Attuando il piano prestabilito, Alec si lascia condurre nei Paesi Bassi, dove viene interrogato da Peters sui pagamenti del MI6 e altri segreti. Poi, dopo che l'Inghilterra ha divulgato la sua scomparsa, Alec viene trasferito in una casa di campagna della DDR, dove entra in contatto con l'ebreo tedesco Fiedler, braccio destro di Mundt, un ex nazista ora capo del controspionaggio della Germania Orientale. Dopo un'iniziale diffidenza, Fiedler, interrogando Alec, giunge alla conclusione che Mundt sia un agente pagato al servizio dell'Occidente, nonostante lo stesso Alec ritenga impossibile che un agente di quel rango sia stato reclutato in Germania senza che lui ne fosse informato. Fiedler denuncia quindi il suo capo, che viene arrestato.
Un Tribunale della DDR è convocato per determinare in un processo la colpevolezza di Mundt, con Leamas come testimone chiave. L'avvocato difensore di Mundt però elenca una serie di discrepanze nella repentina trasformazione di Alec in informatore, e la credibilità di quest'ultimo viene definitivamente meno quando è chiamata a testimoniare Nan, che con reticenza ammette di aver ricevuto una forte somma di denaro da George Smiley, agente dello spionaggio britannico. Il capovolgimento della situazione è totale: Fiedler viene riconosciuto colpevole di complicità nella macchinazione contro il suo capo, essendo stato mosso da sete di potere e avendo avallato le informazioni ricevute da Alec, mentre Mundt viene scagionato e la sua posizione di potere viene ristabilita.
Tradotto in prigione, Alec crede di aver fallito nella sua missione e teme di essere giustiziato, ma nottetempo viene liberato da Mundt, che gli indica un itinerario per raggiungere Berlino Est e poi fuggire a Ovest insieme a Nan, ugualmente incarcerata. Quindi Mundt, che è realmente un collaboratore dello spionaggio britannico, rassicura Alec sulla riuscita della sua missione, rivelandogli che si è trattato di un piano per mettere a tacere Fiedler, che cominciava a nutrire dei sospetti nei confronti del suo superiore. Durante il tragitto in auto Nan è scioccata e disgustata dalle rivelazioni su tutta la diabolica operazione di spionaggio. Alec pronuncia allora parole piene di odio e di ribrezzo per se stesso e per il suo proprio ruolo. Al momento di scalare il muro di Berlino, Nan, unica testimone civile dell'intera vicenda, viene uccisa da un sicario di Mundt, e Alec, sotto shock, torna sui suoi passi per farsi uccidere accanto al corpo della donna.

## Produzione
Il film è molto fedele al romanzo. Il nome del personaggio femminile principale nel romanzo, Liz Gold, fu però cambiato in Nan Perry.
Gli Ardmore Studios in Irlanda e Shepperton Studios in Inghilterra vennero utilizzati per le riprese degli interni.

## Riconoscimenti
- 1966 - Golden Globe
  - Golden Globe per il miglior attore non protagonista a Oskar Werner
- 1966 - David di Donatello[1]
  - miglior attore straniero a Richard Burton
- 1967 - BAFTA
  - miglior film britannico
  - miglior attore britannico a Richard Burton
  - migliore fotografia
  - migliore scenografia

## Omaggi
- Il titolo del film, ma non la trama, è stato parodiato nel 1966 in quello del film Le spie vengono dal semifreddo, diretto da Mario Bava e interpretato da Franco e Ciccio.